# Blastobasis scotia
Blastobasis scotia é uma espécie de mariposa do gênero Blastobasis pertencente à família Coleophoridae.